# Oligosarcus
Oligosarcus is een geslacht van straalvinnige vissen uit de familie van de karperzalmen (Characidae).

## Soorten
- Oligosarcus acutirostris Menezes, 1987
- Oligosarcus argenteus Günther, 1864
- Oligosarcus bolivianus Fowler, 1940
- Oligosarcus brevioris Menezes, 1987
- Oligosarcus hepsetus Cuvier, 1829
- Oligosarcus itau Mirande, Aguilera & Azpelicueta, 2011
- Oligosarcus jacuiensis Menezes & Ribeiro, 2010
- Oligosarcus jenynsii Günther, 1864
- Oligosarcus longirostris Menezes & Géry, 1983
- Oligosarcus macrolepis Steindachner, 1877
- Oligosarcus menezesi Miquelarena & Protogino, 1996
- Oligosarcus oligolepis Steindachner, 1867
- Oligosarcus paranensis Menezes & Géry, 1983
- Oligosarcus perdido Ribeiro, Cavallaro & Froehlich, 2007
- Oligosarcus pintoi Amaral Campos, 1945
- Oligosarcus planaltinae Menezes & Géry, 1983
- Oligosarcus robustus Menezes, 1969
- Oligosarcus schindleri Menezes & Géry, 1983
- Oligosarcus solitarius Menezes, 1987